# El hombre perfecto
El hombre perfecto  (The Perfect Man en inglés) es una película norteamericana protagonizada por Hilary Duff, estrenada en 2005.

## Sinopsis
Jean (Heather Locklear) se tiene que mudar de ciudad cada vez que sufre una nueva desilusión amorosa, pero su hija Holly (Hilary Duff) ya esta cansada de nunca tener un "hogar" y de siempre mudarse de un lado a otro con su madre y su hermana menor Zoe (Aria Wallace). Así que Holly, crea al hombre perfecto para que su madre esté feliz, y así, no tener que mudarse; pero se ve en aprietos y deberá optar por la verdad.

## Reparto
| Actor/Actriz     | Personaje      |
| ---------------- | -------------- |
| Hilary Duff      | Holly Hamilton |
| Heather Locklear | Jean Hamilton  |
| Chris Noth       | Ben Cooper     |
| Mike O'Malley    | Lenny Horton   |
| Ben Feldman      | Adam           |
| Vanessa Lengies  | Amy            |
| Caroline Rhea    | Glorie         |
| Aria Wallace     | Zoe Hamilton   |
| Carson Kressley  | Lance          |

## Producción
Con un presupuesto estimado de 10 millones de dólares, The Perfect Man no enarbola un buen éxito en taquilla en Estados Unidos, en su semana de lanzamiento, fue transmitido en 2007 cines en Norteamérica, el film logra recaudar en su semana debut poco más de 5 millones de dólares, estuvo 8 semanas en taquilla en Estados Unidos y logra recaudar más de 16 millones de dólares en todo el territorio estadounidense.

## Banda sonora
El primer sencillo fue I Will Learn To Love Again, interpretado por la cantante Kaci, por el cual la banda sonora alcanzó un poco más de 1 millón de copias vendidas
A continuación la lista de temas:
1.- Collide -Howie Day
2.- I Will Learn To Love Again -Kaci
3.- Better Than This - Kimberley Locke
4.- Real Life Fairytale - Plumb
5.- Let It Go -Jadon Lavik
6.- Real Thing - Sarah Overall
7.- If You Got What You Came For -Beth Thornley
8.- Make Room - Grits
9.- Mr. Roboto - Dennis DeYoung
10.- Lady -Dennis DeYoung
11.- Babe - Dennis DeYoung
12.- Best Of Times -Dennis DeYoung
- Datos: Q1474655